# Estancarbon
Estancarbon település Franciaországban, Haute-Garonne megyében. Lakosainak száma 615 fő (2022. január 1.). Estancarbon Landorthe, Labarthe-Inard, Miramont-de-Comminges, Pointis-Inard, Saint-Gaudens és Savarthès községekkel határos.

## Népesség
A település népességének változása:
| Lakosok száma | 313  | 465  | 509  | 542  | 625  | 607  | 606  | 608  | 610  | 615  |
|               | 1968 | 1982 | 1990 | 2006 | 2013 | 2015 | 2017 | 2019 | 2020 | 2022 |